# Велика награда Јапана 1994.
Велика награда Јапана 1994. године је била трка у светском шампионату Формуле 1 1994. године која се одржала на аутомобилској стази „Сузука“ у истоименом јапанском граду, 6. новембра 1994. године.
Победник је био Дејмон Хил, другопласирани Михаел Шумахер, док је трку као трећепласирани завршио Жан Алези.